# Gloria Gaynor
Gloria Gaynor (sinh ngày 7 tháng 9 năm 1943)  là một ca sĩ người Mỹ, nổi tiếng với các bản hit thời kỳ nhạc disco như "I Will Survive" (số 1 của Hot 100 1979), "Never Can Say Goodbye" (số 9 của Hot 100, 1974), "Let Me Know (I Have a Right)" (Hot 100 số 42, 1980) và "I Am What I Am" (R & B số 82, 1983).

## Tuổi thơ
Gaynor được sinh ra với tên là Gloria Fowles ở Newark, New Jersey, với cha là Daniel Fowles và mẹ là Queenie Mae Proctor. Bà của cô sống gần đó và có ảnh hưởng đến giáo dục của cô. "Luôn có âm nhạc trong nhà của chúng tôi", Gaynor viết trong cuốn tự truyện của mình, I Will Survive. Cô thích nghe radio, và thu âm bởi Nat King Cole và Sarah Vaughan. Cha cô chơi ukulele và guitar và hát chuyên nghiệp trong các hộp đêm với một nhóm có tên Step 'n' Fetchit. Gloria lớn lên thành một cô nàng tomboy: cô có năm anh em, nhưng không có em gái. Các anh trai của cô hát nhạc phúc âm và thành lập một bộ tứ với một người bạn.
Gaynor không được phép hát với nhóm toàn nam, và em trai của cô Arthur cũng không được tham gia nhóm, vì Gloria là một cô gái và Arthur còn quá trẻ. Arthur sau đó đóng vai trò là người quản lý tour cho Gaynor. Gia đình tương đối nghèo, nhưng Gaynor nhớ lại ngôi nhà tràn ngập tiếng cười và hạnh phúc, và bàn ăn luôn sẵn sàng cho bạn bè hàng xóm tham gia. Họ chuyển đến một dự án nhà ở vào năm 1960, nơi Gaynor đã đến trường trung học South Side. "Trong suốt tuổi trẻ, tôi muốn hát, mặc dù không ai trong gia đình tôi biết điều đó", Gaynor viết trong cuốn tự truyện. Gaynor bắt đầu hát trong một câu lạc bộ đêm ở Newark, nơi cô được một người hàng xóm giới thiệu cho một ban nhạc địa phương. Sau vài năm biểu diễn trong các câu lạc bộ địa phương và dọc theo bờ biển phía đông, Gaynor bắt đầu sự nghiệp ghi âm của mình vào năm 1971 tại Columbia Records.